# Gábor Császár
Gábor Császár, madžarski rokometaš, * 16. junij 1984, Celldömölk.
Leta 2004 je na poletnih olimpijskih igrah v Atlanti v sestavi madžarske reprezentance osvojil 4. mesto.